# 皮奧里亞 (亞利桑那州)
皮奧里亞（英語：Peoria）是美國亞利桑那州的一個城市，大部分屬馬里科帕縣，餘屬亞瓦派縣。面積366.9平方公里，2006年人口142,024人。
1954年6月7日設市。城名源於伊利諾伊州同名的城市。

## 姐妹城市
- 英国阿茲區